# Ред и закон: УК
Ред и закон: Уједињено Краљевство је британска криминалистичка серија и правни телевизијски програм који се емитовао од 2009. до 2014. на ИТВ-у. Серија је прилагођавање америчке серије Ред и закон. Финансирана је од стране продуцентских кућа "Kudos Film and Television", "Wolf Films" и Universal Media Studios. у серији су првобитно глумили Бредли Волш, Џејми Бамбер, Харијет Волтер, Бен Данијелс, Фрима Еџимен и Бил Патерсон. Доминик Роуан, Питер Дејвисон, Пол Николс, Патерсон Џозеф, Џорџија Тејлор, Бен Бејли Смит и Шерон Смол придружили су се екипи у каснијим сезонама. Ово је прва америчка драмска телевизијска серија која је прилагођена за британску телевизију, а епизоде су прилагођаване по сценаријима и епизодама матичне серије.
Прва сезона је емитована 2009. године. У јуну 2014. емитер ИТВ и продуцент "Kudos Film and Television" објавили су заједничко саопштење за јавност у којем су најавили да ће пета сезона бити „последња која ће се емитовати у блиској будућности“.

## Концепт
У правосудном саставу, грађане заступају две одвојене, али подједнако важне скупине: полиција која истражује злочине и краљевски тужиоци који туже починиоце. Ово су њихове приче.

—Уводни текст чита Роберт Гленистер.
Ред и закон: Уједињено Краљевство је британско прилагођавање америчке серије Ред и закон, једног од најуспешнијих брендова америчке телевизије у ударном термину. Ред и закон: Уједињено Краљевство је смештена радњом у Лондону и има исти формат епизода изворне серије, али са одговарајућим изменама да би више личиле на енглески правосудни састав.
Прва половина се усредсређује на извршење злочина и сродну полицијску истрагу која обично кулминира хапшењем. Друга половина прати правни и судски поступак у настојању да се осуди осумњичени. Серија се мало бави позадинским причама ликова или друштвеним животима и усредсређује се углавном на њихове животе на послу.
Уводне речи су исте као и у америчкој серији сем што се уместо речи „окружни тужиоци“ користе речи „краљевски тужиоци“.

### Полицијски део
Током већег дела серије, увод је почињао откривањем злочина, обично убиства. Сцена обично почиње делом свакодневног живота у Лондону, можда у продавници рибе и помфрита или индијском ресторану за понети. Неки грађани би тада открили жртву злочина или би се понекад злочин догодио на јавном месту са грађанима као жртвама или сведоцима.
Полицију у серији представља Одељење за истрагу убистава градске полицијске службе (у даљем тексту ОИУ), са двојицом детектива Одељења за истрагу злочина (ОИЗ), старијим детективским наредником (ДН-ом) и млађим детективским наредником (ДН-ом) који непосредно извештавају свог шефа детектива инспектора (ДИ-а) или главног детектива инспектора (ДГИ-ја). Током прелиминарног прегледа места злочина, детективи праве прва запажања, формирају почетне теорије и упуштају се у духовиту шалу пре него што почне серијал наслова.
Детективи често имају мало или нимало добрих трагова, а можда чак и не знају идентитет жртве, али обично морају да јуре неколико ћорсокака пре него што пронађу вероватног осумњиченог. Они почињу прикупљањем доказа на месту злочина и често добијају извештај са лица места од криминалистичких службеника (КИ-а) који су већ спровели прелиминарну истрагу. Они посећују форензичког патолога ради података о узроку и времену смрти или о идентитету жртве из зубних картона или отисака прстију. Полиција такође обавештава родбину, саслушава сведоке и пратити последње познато кретање жртве разговором са породицом жртве, пријатељима, сарадницима или познатим сарадницима. Они посећују криминалистичку лабораторију у вези доказа као што су отисци прстију, ДНК и балистички налази. Затим добијају податке од сарадника који су проверили финансијску и кривичну евиденцију и жртава и осумњичених. У неким случајевима се позивају психолози или психијатри ради увида у личност, понашања или модус операндија злочинаца. Детективи затим извештавају свог надређеног који их саветује или упућује како да поступе најбоље. На пример, када су осумњичени препознати, надређени одлучује да ли има довољно за претрес или налог за хапшење, можда након разговора са КТС-ом да се види да ли је случај довољно јак и да ли је потребна подршка униформисаних службеника или наоружане полиције. Детективи потом хапсе осумњичене, понекад након потере улицама Лондона. Сцена се затим помера у просторију за саслушавање где детективи саслушавају осумњиченог(е) све док ови последњи не затражи(е) заступника који тада долази да обично саветује осумњиченог да ћути, а затим из собе за саслушавање у канцеларије Краљевске тужилачке службе где краљевски тужиоци одлучују да ли имају довољно за подизање оптужнице.

### Тужилачки део
Пред средину епизоде, полиција почиње да ради са тужиоцима како би извршила хапшење, мада се понекад екипа КТС-а повремено појави и раније да договори нагодбу о признању кривице или да одлучи да ли детективи имају довољно доказа за налоге за претрес и/или налог за хапшење пре хапшења осумњиченог или осумњичених и онда следи сцена суђења.
Затим ствар преузима пар краљевских тужилаца, виши (понекад се помиње и као главни) и нижи (понекад се назива и краљевски тужилац) из лондонске Краљевске тужилачке службе. Они расправљају о договорима, припремају сведоке и доказе и воде Краљевски случај на суђењу. Краљевски тужиоци раде заједно и са судском медицином, криминалистичком лабораторијом (укључујући аналитичаре отисака прстију, ДНК профилисте и балистичке аналитичаре) и психолозима и/или психијатрима (ако се окривљени изјасни о неурачунљивости) сви они могу бити потребни да сведоче на суду за тужилаштво. Полиција се такође може поново појавити да сведочи на суду или да ухапси другог осумњиченог, али већину истраге у другом делу спроводи КТС који се увек саветује са месним директором КТС-а у Лондону за савет о случају. Ако је случај веома слаб онда би полиција поново истражила.
За разлику од многих правних драма (нпр. Заступник Кавано и Рампол из Бејлија), судски поступци су приказани из угла тужилаштва при чему редовни ликови покушавају да докажу кривицу оптуженог, а не невиност. Други део обично почиње суђењем оптуженима и наставља са припремама за суђење, укључујући правно истраживање и преговоре о признању кривице. Неке епизоде укључују судске поступке изван сведочења сведока, укључујући саслушања о захтевима (често у вези са прихватљивошћу доказа), избор пороте и алокуције, обично као исход споразума о признању кривице. Многе епизоде користе предлоге за сузбијање доказа као средство заплета, а већина се завршава тако што се докази или изјаве изузму, често због техничких разлога. Ово обично почиње уручењем поднеска екипи КТС-а после чега следе аргументација и навођење преседана пред судијом на суду, а завршава се видним реаговањем заступника који је победио или изгубио. У неким епизодама, публика можда неће јасно видети коначну пресуду суђења или исход било којих правних споразума који су уследили.
Многе епизоде користе необичне одбрамбене сценарије као што су умањена одговорност (нпр. "генетика"/"телевизија"/"Бог"/"ђаво ме је натерао да то урадим" и одбрана због тровања) и привремена неурачунљивост (нпр. "црни бес"/"бели бес"/„спортски бес“). Неке епизоде се врте око моралних и етичких дебата, укључујући право на смрт (еутаназија), право на живот (побачај) и право на ношење оружја (контрола оружја). Епизода се обично завршава читањем пресуде од стране председавајућег пороте и снимком и победничке и поражене стране. Сцена се затим премешта у Краљевску тужилачку службу у Лондону где екипа напушта пословницу да би се вратила кући док размишља или о истинској кривици оптуженог, о сценаријима одбране које су користили или о моралној или етичкој расправи у епизоди.

## Настанак
Серију Ред и закон: Уједињено Краљевство је први замислио творац франшизе Дик Волф још 2000. године, међутим, у то време ниједна мрежа није била вољна да сними пробну епизоду за серију. Волф је успео да привуче сценаристе Криса Чибнала који је раније радио на британским серијама Торчвуд, Живот на Марсу и Рођени за успех да напише серију од 13 прилагођавања из изворне серије Ред и закон. Волф је затим замолио Чибнала да погледа Библију серије, књигу објављену у Сједињеним Државама која садржи збирку синопсиса за сваку епизоду. Чибнал је одабрао 13 епизода које би могле да се прилагоде за британску телевизију, погледао изворне епизоде на ДВД-у, а затим написао прилагођавања да би се прилагодио уговорним захтевима са продукцијском кућом "Kudos" и да би изградио углед серије успешног приповедања. Након тога, серију је преузео ITV. Једна од епизода коју је Чибнал прилагодио, међутим, морала је да буде укинута због некомпатибилности са енглеским законом што је довело до прилагођавања друге епизоде. Волф је тада у серију привукао продуцента Ричарда Стоукса, али је он изјавио да би серија од 13 епизода била предуга за емитовање на британској телевизији па је тако раздвојио 13 сценарија у две одвојене сезоне. Волф се, међутим, противио овоме, тврдећи да то неће бити проблем јер свака серија у Сједињеним Државама садржи 22 епизоде по сезони. Волф је тражио од ИТВ-а још епизода по сезони, али његов покушај није успео. Сваки од 13 сценарија је ажуриран ради савремености, и док су потешкоће у прилагођавању сценарија за енглески правосудни састав премашиле очекивања продуцентске екипе, Стокес је сматрао да ће публика која познаје обе серије уживати у њима због својих одлика. Даље сезоне су наставиле да прилагођавају сценарије из изворне серије. Многа од познатих обележја изворне серије пренета су у прилагођавање, а међу њима су били стил уводне музике, црно-бели међунаслови, коришћење Волфовог препознатљивог звука „звецкања врата ћелије“ и ручну камеру. Стоукс је касније изразио своје похвале за метод герилског снимања на улицама Лондона продукцијској кући "Kudos". Волф је касније рекао за највећу разлику између ове две серије да су перике, тврдећи: „Закон заправо није толико различит. Знате, убиство је убиство“.

## Глумачка постава

### 1. и 2. сезона (2009−10)
У прве две сезоне серије у глумачкој постави били су Бредли Волш, Џејми Бамбер, Харијет Волтер, Бен Данијелс, Фрима Еџимен и Бил Патерсон. Свака сезона се састојала од тринаест епизода које су биле подељене у два дела од шест односно седам епизода. Прва половина сезоне од седам епизода емитована је од фебруара 2009. и завршена је у марту 2009. године. Друга половина сезоне уследила је у јулу 2009. у Канади (у јануару 2010. у Британији) и састојала се од шест епизода. Серија је обновљена за још тринаест епизода, а првих седам је емитовано у септембру 2010. док је преосталих шест уследило у новембру 2010. у Канади и марту 2011. у Великој Британији. Први велики одласци глумаца десили су се на крају друге сезоне када су Бен Данијелс и Билл Патерсон отишли. Волш, Бамбер, Волтеова и Аџименова су остали у својим улогама.

### 3. сеозна (2011)
Следећа сезона је емитована у јулу 2011. Џејми Бамбер је напустио серију половином сезоне. Доминик Роуан и Питер Дејвисон придружили су се главној постави на почетку сезоне, заменивши Данијелса и Патерсона. Следећих седам епизода емитовано је у септембру 2011. у САД и јануару 2012. у Великој Британији, а Пол Николс се придружио главној постави као наредник Сем Кејси.

### 4. и 5. сезона (2013−14)
У августу 2012. ИТВ је објавио да су обновили серију за четврту сезону од шест епизода. Због других обавеза, ни Харијет Волтер ни Фрима Еџимен се нису вратиле, а заменили су их Патерсон Џозеф и Џорџија Тејлор у улогама инспектора Веса Лејтона и млађе краљевске тужитељке Кејт Баркер. Касније је током сезоне поменуто што се ликови Волтерове и Еџименове не појављују. Одлазак Волтерове и Еџименове значио је да је Бредли Волш остао једини члан изворне глумачке поставе који се појављује од прве епизоде. Четврта сезона од шест епизода емитована је од 14. јула 2013. пошто је снимљена у новембру 2012. Четврта сезона емитована годину и по дана након треће освојила је велику гледаност у свом термину за свих шест епизода. Дана 27. фебруара 2013. потврђено је да ће Пол Николс који игра детектива наредника Сема Кејсија напустити серију након четврте сезоне. Дана 28. јуна 2013. Бредли Волш је потврдио у емисији Ово јутро да је наручена пета сезона која ће почети да се снима у октобру 2013. ИТВ је касније потврдио да ће се серија вратити 2014. са сезоном од осам епизода и да је Бен Бејли Смит добио улогу ДН Џоа Хокинса заменивши Пола Николса као ДН Сема Кејсија. Серија је почела да се емитује у Великој Британији 12. марта 2014. Дана 8. априла 2014. потврђено је да ће Патерсон Џозеф напустити серију и да ће му лик бити убијен у 7. епизоди пете сезоне. Заменила га је Шерон Смол као ДИ Елизабет Флин у 8. епизоди. Бивша чланица изворне поставе Харијет Волтер је гостовала у једној епизоди. Дана 3. јуна 2014, ИТВ је потврдио да је Бредли Волш одбио продужење уговора да се врати у шесту сезону.
У јуну 2014. емитер ITV и продуцентска кућа "Kudos" објавили су заједничко саопштење за штампу у којем су најавили да ће пета сезона бити „последња која ће се емитовати у догледној будућности“.

## Улоге
Оригиналну глумачку поставу УК чинили су Бредли Волш као наредник Рони Брукс, Џејми Бамбер као наредник Мет Девлин, Харијет Волтер као инспекторка Натали Чендлер, Бен Данијелс као тужилац Џејмс Стил, Фрима Еџимен као тужитељка Алеша Филипс и Бил Патерсон као директор Џорџ Касл. Бамбера је касније заменио Пол Николс као наредник Сем Кејси, а касније Бен Бејли Смит као наредник Џо Хокинс, док су Волтерову наследили Патерсон Џозеф као инспектор Вес Лејтон и Шерон Смол као инспекторка Елизабет Флин. Слично томе, и Џорџија Тејлор и Доминик Роуан су наследили Еџименову и Данијелса као тужиоци Кејт Баркер и Џејк Торн док је Патерсона наследио Питер Дејвисон као директор Хенри Шарп.
Члан изворне глумачке поставе Волш напустио је глумачку поставу пре могуће шесте сзоне, али је ИТВ-ова одлука да стави серију на паузу након завршнице пете сезоне оставила Волшов одлазак спорним и као такав он је остао једини глумац који се појавио током целе серије.

### Ликови
- Рони Брукс (Бредли Волш) је детектив наредник додељен лондонском Одељењу за истрагу злочина. Као алкохоличар који се опоравља и одсутан отац, Рони цени свој посао више од свега. Живи да види задовољење правде. Рони је безбрижни вођа и ментор свог млађег ортака и одбио је бројна унапређења како би направио разлику на улицама.
- Мет Девлин (Џејми Бамбер, сезоне 1–3) је детектив наредник и млађи ортак свог старијег ортака Ронија. Кокетан, технолошки упућен и паметан у људе, Мет је успоставио јаке везе са Алешом и Натали. Није било изненађење да је екипа била неутешна када је убијен испред зграде суда.
- Натали Чендлеер (Харијет Волтер, главни: сезоне 1–3; гост: сезона 5) је мајчинска фигура уз Ронијеву очинску и виша истражна службеница у ОИЗ-у. Напустила је полицију како би бринула о својој мајци која је била у касним фазама неизлечиве болести.
- Џејмс Стил (Бен Данијелс, сезоне 1–2) је виши краљевски тужилац запослен у лондонском КТС-у. После оптужбе да је послао невиног човека у затвор и суђења због тога, Стил је поднео оставку иако га је порота прогласила невиним.
- Алеша Филипс (Фрима Еџимен, сезоне 1–3) је Стилова ортакиња и млађа тужитељка КТС-а. Као чврста правница одрасла на улицама Лондона, Филипсова је имала кокетну везу са Девлином до његове смрти. Напустила је КТС да би постала виша тужитељка у Великом Манчестеру.
- Џорџ Касл (Бил Патерсон, сезона 1–2) био је први директор КТС-а Лондона и надређени Стилу и Филипсовој. Разлог његовог одласка је непознат, али се претпоставља да је добио отказ после суђења Стилу.
- Џејк Торн (Доминик Роуан, сезоне 3–5) је Филипсин други ортак и виши краљевски тужилац.
- Хенри Шарп (Питер Дејвисон, сезоне 3–5) је Каслов наследник на месту директора КТС-а Лондон и био је непосредни нардеђени Торну и Филипсовој.
- Сем Кејси (Пол Николс, сезоне 3–4) је детектив наредник који је радио у ОИЗ-у неколико година. Првобитно је био задужен за истрагу Девлинове смрти, а после је постао ортак Ронију на пуно радно време негде током следеће године. Он је отац са скраћеним радним временом и вероватно је напустио полицију да се у потпуности усредсреди на васпитање свог детета.
- Кејт Баркер (Џорџија Тејлор, сезоне 4–5) је заменила Филипсову након њеног унапређења. Као гласна и надувана, Баркерова је била заступница пре него што се придружила Торну што је изузетно отежавало изградњу професионалног односа на основу њихових сукобљених искустава.
- Вес Лејтон (Патерсон Џозеф, сезоне 4–5) је радио са Ронијем током његових дана у ритму. Привремено је додељен ОИЗ-у да мења Чендлерову док није ту, али је убрзо након тога постао њена стална замена. Убијен је током 5. сезоне у току низа злочина у ком је мете био и Шарп.
- Џо Хокинс (Бен Бејли Смит, сезона 5) је Ронијев трећи и последњи ортак. Као новоунапређени ДН, он је далеко више раднички сталеж од својих претходника и као такав поседује већу уличну памет. Жељан да учи, он је свеж ум за Ронија које треба да обликује и жестоко је одан.
- Елизабет Флин (Шерон Смол, сeзона 5) придружила се екипи пошто је унапређена након повреде на послу. Њен лични крсташки рат био је против злочина са ножем због чега је поружно да је то био први случај који је пао на њен сто. Она види Ронија као диносауруса и има дубоку жељу да осавремени полицију. Она се појавила само у последњој епизоди серије.

## Епизоде
Серија "Ред и закон: ВБ" броји 6 сезона и 53 епизоде.
| Series | Series | Episodes | Originally aired (UK) | Originally aired (UK) |
| Series | Series | Episodes | Series premiere       | Series finale         |
| ------ | ------ | -------- | --------------------- | --------------------- |
|        | 1      | 13       | 23. фебруар 2009.     | 3. септембар 2009.    |
|        | 2      | 13       | 9. септембар 2010.    | 9. децембар 2010.     |
|        | 3      | 13       | 11. јул 2011.         | 9. новембар 2011.     |
|        | 4      | 6        | 14. јул 2013.         | 18. август 2013.      |
|        | 5      | 8        | 12. март 2014.        | 11. јун 2014.         |

## Снимање
Снимање прве сезоне серије Ред и закон: Уједињено Краљевство почело је у јануару 2008. а након завршетка, смањење на ИТВ-у је забринуло члана глумачке поставе Џејмија Бамбера који је у изјавиу за Градски изјавио: „Мислим да ће се [вратити], али не знам јер, као што знате, постоје смањења на ИТВ-у." Међутим, ИТВ је наручио још тринаест епизода, а снимање је почело у трећем кварталу 2009. Ове епизоде су накнадно емитоване од 9. септембра 2010. За полицијски део серије, често се снимање одвијало на локацији око Лондона док се за правни део снимање око спољашњости Старог Бејлија одвијало истовремено недељом. Снимање унутрашњости суднице, пословница полицијске станице и краљевског тужилаштва одвијало се на посебно изграђеном студију у напуштеној бази Министарства одбране у Кинетику која се налази у близини аутопута М25 у Сарију. Гарнитура полицијске станице је посебно израђена с циљем стварности са личним стварима на сваком од столова и даском за пеглање и чистим кошуљама које се стављају унаоколо како би полицајци евентуално кренули на суд. Кампус Универзитета у Лондону, међу којима су били и главни четвороугао и клаустре, коришћен је за основу снимања за сцене емитоване у четвртој сезони.

## Емитовање
Иако је наручена као једна сезона од тринаест епизода, првих 7 епизода је емитовано 2009. године, а преосталих 6 2010. Друга сезона од тринаест епизода је наручена 2010. године, а првих 7 епизода је емитовано 2010. године, а преосталих 6 2011. Трећа сезона од тринаест епизода наручена је у октобру 2010. и првих 6 епизода је емитовано 2011. године, а преосталих 7 2012. У августу 2012, ИТВ је наручио четврту сезону састављену од шест епизода.
У Канади и Сједињеним Државама, прве три сезоне од тринаест епизода су биле емитоване у целости, што значи да је укупно три сезоне емитовано до 2012. Године 2013. је четврта сезона од 6 епизода била емитована у САД месец дана након емитовања у Великој Британији. Није најављен датум за емитовање пете сезоне у САД.
Дана 30. априла 2014. последња епизода пете сезоне требало је да буде емитована у 21:00, али је повучена из емитовања неколико сати раније због сличности приче са убиством британске учитељице Ен Мегвајер исте недеље. Уместо тога, епизода је приказана касније, 11. јуна 2014.
У Великој Британији, серија Ред и закон: Уједињено Краљевство се емитује на ИТВ-у, а репризира на сестринском каналу ИТВ3. У Ирској, ТВ3 емитује сваку епизоду дан након британског емитовања, међутим, назив серије је промењен у Ред и закон: Лондон како би се разликовала од изворне америчке серије.
У Канади, Град је почео да емитује серију 11. јуна 2009. а у Аустралији, Мрежа десет у августу 2009. Касније је премештена у 13. улицу која је премијерно приказала пету сезону 4. фебруара 2015.
У Сједињеним Државама, серија је почела да се емитује на ББЦ Америка 3. октобра 2010. Прве три сезоне су приказане у целости једна за другом. У САД је и четврта сезона од шест епизода емитована, али није објављен датум за емитовање пете.
Серија се емитује и у Француској, Немачкој, Холандији, Белгији и Новом Зеланду.

## Пријем
Независни писац Робин Џароси који је присуствовао посебном прегледу премијерне епизоде на Британском филмском институту у Лондону 5. фебруара 2009. похвалио је јединствено британско схватање франшизе за балансирање новог виђења уз задржавање доказане формуле Ред и закон. Џароси је посебно похвалио неочекивану глумачку екипу Бредлија Волша, одлично коришћење њихове лондонске позадине и Чибналово прилагођавање серије. Џон Боланд из Ирске независности упоредио је Ред и закон: Уједињено Краљевство са изворном серијом и на крају закључио да је прво једнако заносно као и друго, ако је његов тон мало шаљивији. Боланд очекује да ИТВ "има победника у својим рукама". Ендру Билен из Времена очекује да ће серија бити успешна на основу премијерне епизоде, а ТВ Време је рекао да „они који се тичу могу да се потапшу по рамену јер ово заиста, заиста функционише“. Мет Бејлис из часописа Дневни експрес је описао нову серију као „дашак свежег ваздуха“, а из Дневног огледала је речено: „Све је то високо професионално и јуначки“.
Магазин Различитост назвао је серију хитом, цитирајући НБЦ Универзал који је рекао: „Ред и закон сваке недеље осваја своје место и заправо повећава своју гледаност“. Док је рецензент Радио времена Алисон Грејем сматрала да је извођење серије прикладно, критиковала је њен темпо и сценарио, прво зато што се не поклапа са изворним програмима франшизе Ред и закон, а друго зато што је „пао главом у типично британску правно-драмску замку племенитог тужиоца, крсташког похода да би кривце привео правди док се супротстављао љупким, себичним заступницима“. Док, с друге стране, Сара Демпстер из часописа Чувар сматра да је коришћење камере и стила из изворне серије било прикладно за британску криминалистичку драму: "Неопрезно. И погрешно." Међутим, касније у серији Кетрин Флит из часописа Посматрач пише да је упркос њеним почетним предрасудама, серија „изгледа да је упила темпо и снагу изворне, а да није изгледала превише лукаво изведена“. У Аустралији, Мелинда Хјустон из часописа Оги је позитивно прокоментарисала увод серије, рекавши да је фузија између британске криминалне драме и америчке франшизе Ред и закон попут „споја направљеног на небу“. Премијерна епизода која је емитована 12. августа 2009. године је оценила само 775.000 гледалаца и била је ван 15 најбоље оцењених серија у том раздобљу.
Заступница Керолајн Хоги, самопризната зависница од злочина, рекла је да ју је серија Ред и закон: Уједињено Краљевство расплакала:
Однос између службеника и КтС-а је био прилично поштен, међутим, понашање тужилаца краљевског тужилаштва у свом непосредном разговору са оптуженима и нуђењу споразума о признању кривице било је предалеко. Правна страна серије је одлична, али превођење тог правосудног састава у нашу надлежност заправо није могуће – тужиоци КТС-а НЕ позивају оптужене у пословнице КТС-а и не воде сопствену истрагу.